# John McSherry (musicien)
Pour les articles homonymes, voir John McSherry.
John McSherry, né à Belfast, est un musicien irlandais qui joue de la cornemuse (uilleann pipes) et de la flûte (tin whistle). Il est connu pour être un membre fondateur de Tamalin, Lunasa et Coolfin. Il a de plus participé à des enregistrements de plusieurs artistes bien connus dans la musique traditionnelle irlandaise (Clannad, The Corrs, Nanci Griffith, Shaun Davey, Dónal Lunny).
Il a joué avec de nombreux autres artistes tels que Dan Ar Braz, Riverdance, Ornette Coleman et Secret Garden. Il a fait beaucoup d'apparitions à la télévision et est présent sur de nombreuses bandes sonores de films et téléfilms. 

## Discographie

### Albums personnels
- 2002 : At First Light -
- 2006 : Tripswitch - avec Dónal O’Connor
- 2008 : Six Days In Down - avec Bob Brozman et Donal O'Connor
- 2010 : Soma -
- 2016 : The Seven Suns -[1]

### Participations
- 1992 : Different Worlds - Paul Herron
- 1993 : Instinctive Behaviour - Melanie Harrold
- 1995 : A Spanner in the Works - Rod Stewart
- 1995 : Loosely Connected - Niamh Parsons
- 1996 : Rhythm'n Rhyme - Tamalin
- 1997 : Finisterres - Dan Ar Braz et L'Héritage des Celtes
- 1997 : Each Little Thing - Sharon Shannon
- 1997 : Loosen Up - Niamh Parsons
- 1997 : Sult : Spirit of the Music
- 1998 : Coolfin - Dónal Lunny
- 1998 : Her Infinite Variety : Celtic Women in Music & Song
- 1998 : Joyful Noise : Celtic Favorites from Green Linnet
- 1998 : Landmarks - Clannad
- 1998 : Playing with Fire
- 1998 : Songs from the Heart
- 1998 : Zenith - Dan Ar Braz et l'Héritage des Celtes
- 1998 : Touche pas à la Blanche Hermine - Gilles Servat
- 1998 : Waking Ned DeVine / O.S.T. - Shaun Davey
- 1999 : Blackbirds & Thrushes - Niamh Parsons
- 1999 : Otherworld - Lúnasa
- 1999 : The Spellbound : The Best of Sharon Shannon - Sharon Shannon
- 2000 : Idir an Dá Sholas (Between the Two Lights) - Maighread Ní Dhomnaill
- 2000 : Nearer - Closer Emmaus
- 2001 : 25 Years of Celtic Music
- 2001 : Journey - Dónal Lunny (best of)
- 2001 : Lúnasa - Lúnasa
- 2002 : Aoife Ni Fhearraigh - Aoife
- 2003 : Celtic Compass
- 2005 : Home - The Corrs
- 2005 : Voice of Hope - Tommy Fleming
- 2007 : Dreams : The Ultimate Corrs Collection - The Corrs
- 2007 : Ma Bhionn Tu Liom Bi Liom - Róisín Elsafty
- 2007 : Sound Neighbours : Contemporary Music in Northern Ireland
- 2008 : 90's Singles - Soul Flower Union
- 2008 : The Story So Far... - Lúnasa
- 2008 : Vertical Variations - Dolphin Boy
- 2009 : Soundtrip Ireland
- 2009 : The Rod Stewart Sessions 1971-1998 - Rod Stewart
- 2010 : Dream of You - Sharon Corr
- 2010 : Songs from the Heart - Celtic Woman
- 2011 : Celtic Crossing - Bruce Guthro
- 2011 : Idir - At First Light
- 2012 : The Essential Clannad - Clannad
- 2012 : The Olllam - The Olllam
- 2012 : A Long Series of Memorable Nights Forgotten : The Belfast Sessions - Robert Sarazin Blake
- 2013 : Break It Up - Rura